# سيسلي بوبلويل
سيسلي بوبلويل (بالإنجليزية: Cicely Popplewell)‏ (1920 - 1995) هي مُهندسة برمجيات بريطانية، عملت مع آلان تورنغ في مانشستر مارك 1.

## النشأة والتعليم
ولدت سيسلي في عام 1920 في باكستون (انجلترا). كان والداها بيسي (ني فازاكيرلي) وألفريد بوببلويل، وهو محاسب قانوني. التحقت بمدرسة شيربروك الخاصة للبنات في جريفز هول الواقعة في لانكشاير.
درست تريبوس الرياضيات (بالإنجليزية: Mathematical Tripos) في جامعة كامبريدج حيث عملت مع الإحصاء في شكل بطاقات مثقبة. كانت تعتبر خبيرة في حاسبة مكتب برونسفيقا (الروسية: Odhner Arithmometer).
درست في جامعة كامبريدج. تخرجت بدرجة البكالوريوس في الآداب عام 1942، والتي حُولت إلى درجة الماجستير في الآداب عام 1949 من كلية جيرتون في كامبريدج.

## الحياة الشخصية
في عام 1969 تزوجت سيسلي من جورج كيث ويليامز في تشابل-أون-لو-فريث. توفيت سيسلي عام 1995 في باكستون.

## العمل
ي عام 1943، كانت مساعدة فنية في قسم التجارب في شركة رولز رويس المحدودة وانضمت إلى جمعية الهندسة النسائية.
في عام 1949 ، انضم بوبلويل إلى ألان تورنغ في قسم تعلم آلة الكمبيوتر بجامعة مانشستر للمساعدة في برمجة نموذج أولي للكمبيوتر. في البداية، شاركت مكتبًا مع تورنغ وأودري بيتس، خريجة الرياضيات في جامعة مانشستر. كان دورها الأول هو إنشاء مكتبة للنموذج الأولي مانشستر مارك 1. وشمل ذلك إجراءات الإدخال/الإخراج والوظائف الرياضية وروتين الجذر التربيعي المتبادل. عملت أيضًا على تتبع الأشعة. كتبت الإصدارات الأولى من أقسام الإجراءات الفرعية لوظائف مثل جيب وجيب التمام. قاموا معًا بتصميم لغة البرمجة لـ فيرانتي مارك 1.
كتبت كتيب المبرمجين لسيارة فيرانتي مارك 1 في عام 1951، وأعدت صياغة دليل برمجة تورنغ لجعله مفهومًا. بينما كان تورنغ يعمل على مخطط أ، وهو نظام تشغيل مبكر، اقترحت بوبلويل المخطط باء، والذي سمح بالأرقام العشرية، في عام 1952.
واصلت بوبلويل لتصبح مستشارة ومديرة في خدمة الحوسبة بجامعة مانشستر التي تم تشكيلها حديثًا حيث تم تذكرها على أنها شخصية أم "محبوبة عالميًا". تركت الخدمة في أواخر الستينيات قبل زواجها بوقت قصير.
قامت بوبلويل بتدريس أول صف برمجة على الإطلاق في الأرجنتين في جامعة بوينس آيرس في عام 1961. ضمت صفها هناك عالمة الكمبيوتر سيسيليا بيرديشفسكي. وكانت مدعومة من قبل المجلس البريطاني.
نشرت بوبلويل كتابها الجامعي معالجة المعلومات في عام 1962.
تم توثيق حياتها في كتاب جوناثان سوينتون لعام 2019، ألان تورنغ، مانشستر.